# كسوف الشمس 14 أكتوبر 2088
سيحدث كسوف حلقي للشمس في 15 أكتوبر 2088. يحدث كسوف الشمس عندما يمر القمر بين الأرض والشمس، وبالتالي يحجب صورة الشمس كليًا أو جزئيًا عن مشاهد على الأرض. يحدث الكسوف الحلقي للشمس عندما يكون القطر الظاهري للقمر أصغر من قطر الشمس، مما يحجب معظم ضوء الشمس ويتسبب في ظهور الشمس على شكل حلقة (حلقة). يظهر الخسوف الحلقي على شكل كسوف جزئي فوق منطقة من الأرض يبلغ عرضها آلاف الكيلومترات.

## الخسوفات ذات الصلة

### كسوف الشمس 2087-2090
| 120 | كسوف الشمس في 2 مايو 2087 جزئي   | 125 | كسوف الشمس في 26 أكتوبر 2087 جزئي |
| 130 | كسوف الشمس في 21 أبريل 208 كلي   | 135 | كسوف الشمس في 14 أكتوبر 2088 سنوي |
| 140 | كسوف الشمس في 10 أبريل 2089 سنوي | 145 | كسوف الشمس في 4 أكتوبر 2089 كلي   |
| 150 | كسوف الشمس في 31 مارس 2090 جزئي  | 155 | كسوف الشمس في 23 سبتمبر 2090 كلي  |

### 135
وهي جزء من دورة ساروس 135 وتتكرر كل 18 سنة و 11 يوماً وتحتوي على 71 حدثاً. بدأت السلسلة بكسوف جزئي للشمس في 5 يوليو 1331. يحتوي على كسوف حلقي من 21 أكتوبر 1511 حتى 24 فبراير 2305 وخسوف هجين في 8 مارس 2323 و 18 مارس 2341 وخسوفًا إجماليًا من 29 مارس 2359 حتى 22 مايو 2449. تنتهي السلسلة في العضو 71 ككسوف جزئي في 17 أغسطس 2593. ستكون أطول مدة للإجمالي هي دقيقتان و 27 ثانية في 12 مايو 2431.
| يحدث أعضاء السلسلة 27-43 بين 1800 و 2100: | يحدث أعضاء السلسلة 27-43 بين 1800 و 2100: | يحدث أعضاء السلسلة 27-43 بين 1800 و 2100: |
| 27                                        | 28                                        | 29                                        |
| ----------------------------------------- | ----------------------------------------- | ----------------------------------------- |
| 24 أبريل 1800                             | 5 مايو 1818                               | 15 مايو 1836                              |
| 30                                        | 31                                        | 32                                        |
| 26 مايو 1854                              | 6 يونيو 1872                              | 17 يونيو 1890                             |
| 33                                        | 34                                        | 35                                        |
| 28 يونيو 1908                             | 9 يوليو 1926                              | 20 يوليو 1944                             |
| 36                                        | 37                                        | 38                                        |
| 31 يوليو 1962                             | 10 أغسطس 1980                             | 22 أغسطس 1998                             |
| 39                                        | 40                                        | 41                                        |
| 1 سبتمبر 2016                             | 12 سبتمبر 2034                            | 22 سبتمبر 2052                            |
| 42                                        | 43                                        |                                           |
| 4 أكتوبر 2070                             | 14 أكتوبر 2088                            |                                           |

### سلسلة تريتوس
| أعضاء السلسلة بين عامي 1901 و 2100 | أعضاء السلسلة بين عامي 1901 و 2100 | أعضاء السلسلة بين عامي 1901 و 2100 | أعضاء السلسلة بين عامي 1901 و 2100 |
| ---------------------------------- | ---------------------------------- | ---------------------------------- | ---------------------------------- |
| 29 مارس 1903 (ساروس 118)           | 25 فبراير 1914 (ساروس 119)         | 24 يناير 1925 (ساروس 120)          |                                    |
| 25 ديسمبر 1935 (ساروس 121)         | 23 نوفمبر 1946 (ساروس 122)         | 23 أكتوبر 1957 (ساروس 123)         |                                    |
| 22 سبتمبر 1968 (ساروس 124)         | 22 أغسطس 1979 (ساروس 125)          | 22 يوليو 1990 (ساروس 126)          |                                    |
| 21 يونيو 2001 (ساروس 127)          | 20 مايو 2012 (ساروس 128)           | 20 أبريل 2023 (ساروس 129)          |                                    |
| 20 مارس 2034 (ساروس 130)           | 16 فبراير 2045 (ساروس 131)         | 16 يناير 2056 (ساروس 132)          |                                    |
| 17 ديسمبر 2066 (ساروس 133)         | 15 نوفمبر 2077 (ساروس 134)         | 14 أكتوبر 2088 (ساروس 135)         |                                    |
| 14 سبتمبر 2099 (ساروس 136)         |                                    |                                    |                                    |